# Босконеро
Босконеро (итал. Bosconero, пьем. Boschnèir) — коммуна в Италии, располагается в регионе Пьемонт, в провинции Турин.
Население составляет 3061 человек (2008 г.), плотность населения составляет 278 чел./км². Занимает площадь 11 км². Почтовый индекс — 10080. Телефонный код — 011.
Покровителем коммуны почитается святой Иоанн Креститель, празднование 24 июня.

## Демография
Динамика населения:

## Администрация коммуны
- Официальный сайт: http://www.bosconerocanavese.it/ Архивная копия от 8 февраля 2014 на Wayback Machine